# 张坂镇
张坂镇是中国福建省泉州市惠安县下辖的一个镇，现由泉州台商投资区管辖。

## 历史沿革
1958年，成立上游公社张坂管区。1961年，改设张坂公社。1984年，成立张坂乡。1989年，张坂乡改为张坂镇。2010年，移交泉州台商投资区托管。

## 行政区划
张坂镇共辖31个行政村，分别是：
张坂村、下宫村、上塘村、后边村、苍霞村、群力村、玉田村、玉塘村、玉园村、霞美村、塘园村、崧山村、门头村、上仑村、后蔡村、后见村、苏坑村、莲新村、山内村、后曾村、群贤村、崇山村、仑前村、玉埕村、黄岭村、玉前村、玉霞村、玉山村、前见村、前头村、浮山村。